# La revancha del tango
Albums de Gotan Project
Inspiración Espiración
La revancha del tango est le premier album du groupe Gotan Project publié en 2001.

## Historique
Cet album rencontra un succès international très important avec plus d'un million d'albums vendus dans le monde. Il est à l'origine de la vague de musiques électroniques utilisant directement la musique latine.
Last Tango in Paris est un remix du morceau de Gato Barbieri servant de bande originale pour le film de Bernardo Bertolucci, Le Dernier Tango à Paris. Le titre El capitalismo foráneo utilise un extrait d'un discours prononcé par Eva Perón. Santa María (del Buen Ayre) a été repris dans le film américain Shall We Dance? (2004) réalisé par Peter Chelsom. Le titre Queremos paz utilise des extraits d'un discours prononcé par Ernesto Che Guevara lors de l'Assemblée générale des Nations unies du 12 décembre 1964.

## Liste des titres
| 1.    | Queremos Paz                | 5:16 |
| 2.    | Época                       | 4:29 |
| 3.    | Chunga's Revenge            | 5:02 |
| 4.    | Tríptico                    | 8:26 |
| 5.    | Santa Maria (Del Buen Ayre) | 5:58 |
| 6.    | Una música brutal           | 4:12 |
| 7.    | El capitalismo foráneo      | 6:13 |
| 8.    | Last Tango in Paris         | 5:51 |
| 9.    | La del Ruso                 | 6:22 |
| 10.   | Vuelvo al sur               | 7:00 |
| 58:48 |                             |      |

## Auteurs
- Philippe Cohen Solal
- Christoph H. Müller
- Eduardo Makaroff
- Frank Zappa pour Chunga's Revenge